# فيكي جونسون
فيكي جونسون (بالإنجليزية: Vickie Johnson)‏ مواليد 15 أبريل 1972 في كوشاتا، هي لاعبة كرة سلة أمريكية سابقة تحولت إلى التدريب بعد الاعتزال بدأت مسيرتها الاحترافية في سنة 1997. تم اختيارها من قبل فريق نيويورك ليبرتي خلال الدرافت تدرب فريق سان أنطونيو ستارز في دوري الاتحاد الوطني لكرة السلة النسائية. يبلغ طولها 5 قدم 9 بوصة (1.8 م). اعتزلت اللعب في 2009. شاركت مرتين في مباراة كل النجوم.

## روابط خارجية
- فيكي جونسون على موقع الاتحاد الوطني لكرة السلة النسائية (الإنجليزية)
- فيكي جونسون على موقع كرة السلة الأوروبية.كوم (الإنجليزية)
- فيكي جونسون على موقع كلية كرة السلة في سبورتس رفرنس.كوم (الإنجليزية)
- فيكي جونسون على موقع بروبوليرز (الإنجليزية)
- فيكي جونسون على موقع سبورتس رفرنس (الإنجليزية)
- فيكي جونسون على موقع سبورتس رفرنس (الإنجليزية)